# Reststrahlen-Effekt
Der Reststrahlen-Effekt ist ein Phänomen der Reflexion elektromagnetischer Strahlung an Grenzschichten dielektrischer Materialien. Dabei kann sich eine elektromagnetische Welle von geringer energetischer Bandbreite nicht in ein Medium hinein ausbreiten, wenn sich mit dem optischen Brechungsindex auch ein Absorptionsband im fraglichen Medium manifestiert. Dieses Band wird Reststrahlen-Band genannt.
Strahlung im Reststrahlen-Band wird so unter senkrechtem Einfall stark bis total an der Grenzfläche zu diesem Medium reflektiert.
Die Reststrahlenmethode, die auf diesem Effekt, basiert, wurde Ende des 19. Jahrhunderts durch Heinrich Rubens entwickelt. Damit konnten erstmals Frequenzen im fern-infraroten Spektrum (im Terahertz-Bereich) isoliert werden.

## Erscheinung
Zahlreiche physikalische Eigenschaften eines Materials haben Einfluss auf das Aussehen des Reststrahlen-Bands, darunter Phononen-Bandlücken, Partikel- bzw. Korngrößen sowie stark absorbierende Bestandteile oder Bestandteile mit Bändern hoher Absorption, z. B. im Infrarotbereich.
Daher manifestieren sich Reststrahlenbänder beispielsweise in nahezu allen Spektren der Infrarotspektroskopie. So zeigen diffus reflektierende Oberflächen im Absorptionsspektrum ein komplett invertiertes Band. Bei der Infrarot-Emissions-Spektroskopie zeigt sich hingegen ein Emissions-Minimum.

## Anwendung
Der Reststrahlen-Effekt wird benutzt, um die Eigenschaften von Halbleitern zu bestimmen. Er kommt auch in der Geophysik sowie der Meteorologie zur Anwendung. Eine weitere, neue Anwendung des Effekts besteht im Auffinden vergrabener Landminen aus einiger Entfernung.